# Alchymista (román)
Alchymista (v portugalském originále O Alquimista) je román brazilského spisovatele Paula Coelha poprvé vydaný v Rio de Janeiru roku 1988, česky pak v roce 1999.
Kniha vypráví o cestě mladého pastýře za svým snem. Autor čtenáře přesvědčuje o smysluplnosti cesty za osobním štěstím. Je přesvědčen, že každý člověk má svůj Osobní příběh, ale jen málokdo ho dokáže prožít. Lidé volí raději pohodlí a jistotu místo rizika.
Doba, ve které se příběh odehrává, není jasně vymezena. Dá se jen usuzovat, že to muselo být nejdříve po roce 1887. V tom roce se začalo používat esperanto, které se naučil Angličan putující s pastýřem v karavaně. Děj se odehrává ve španělské Andalusii, ve městě Tarifa, Tanger, v poušti Sahara nebo u egyptských pyramid. Vzdálenost mezi Tangerem a pyramidami, kterou musel pastýř Santiago s karavanou urazit, měří vzdušnou čarou přes 3 500 km.

## Děj
Hlavní postavou je andaluský chlapec, pastýř Santiago. Poté, co se mu již dvakrát zdá stejný sen o pokladu ukrytém u pyramid v Egyptě, dojde za vědmou, aby mu ho vyložila. Při cestě od ní narazí Santiago na starce, který mu začne vyprávět o Osobním příběhu, o znameních, o Řeči a Duši světa a o lidech, kteří se rozhodli jít za svým Osobním příběhem. Chlapec se tedy vydá za oním snem a několikrát už se málem vzdá a chce jít zpět. Vždy v takové chvíli se mu však opět ukáže nějaké znamení a on se rozhodne pokračovat. Jeho cesta je plná nástrah a překvapení, po cestě objeví svou opravdovou lásku, až nakonec svůj poklad najde.
Podrobnější vyprávění:
Na začátku nás příběh zavede do starého opuštěného kostela. Na místě sakristie, kde vyrostl fíkovník, spí hlavní hrdina Santiago a zdá se mu sen. Ráno se probudí a vzpomíná si, že tento sen se mu už jednou zdál. Chvíli nad tím hloubá a pak se rozhodne, že zajde do města a nechá si sen vyložit.
V Tarife vyhledá starou cikánku. A říká jí, co se mu zdálo. Ve snu k němu přišlo dítě, vzalo ho za ruku, vedlo ho k Egyptským pyramidám. Tam mu řeklo: „Když sem přijdeš, najdeš zakopaný poklad“ a v tu chvíli se vždy chlapec probudil. Cikánka mu slíbila sen vyložit, když jí dá desetinu toho, co nalezne. Mladík souhlasil. Ona pravila: „Jdi do Egypta k pyramidám a najdi tam ten poklad.“ Santiago si pomyslil, to jsem sem nemusel chodit. Ale co, je to zadarmo. Když nepůjdu poklad hledat, cikánka také nic nedostane.
A jelikož byl pasáček ovcí, vydal se s nimi do dalšího města prodávat vlnu. Jednou sedí na náměstí a čte si svou jedinou knihu a tu k němu promluví starý král a nabádá ho, aby si splnil svůj „Osobní příběh“ – šel hledat poklad. Mladík nakonec svolí, prodá všechny svoje ovečky a za utržené peníze jede do Egypta.
Sice se neumí domluvit arabsky, ale ze svého putování s ovcemi zjistil, že nejen slovy se člověk domluví. Zajde do první hospody, co najde, a rád by se někoho zeptal na cestu. Tu si k němu jeden Arab přisedne a promluví španělsky. Vyjedná si od Santiaga všechny peníze na nákup dvou velbloudů a jde je koupit. Z hospody ještě vyšli spolu, ale najednou po průvodci ani stopy a mladík přišel o všechny své úspory.
Smutný se toulal městem, až narazil na sklenářství. Majiteli krámku nabídl vyleštit všechny sklenice ve výloze za trochu jídla. Nakonec se domluvili, že Santiago bude u sklenáře pracovat za podíl ze zisku. Majitel si pomyslel, že to moc peněz nebude, protože poloha krámku je daleko od centra a už dlouhou dobu nic neprodal. Ale Santiago měl plno dobrých nápadů na zlepšení prodeje a zisk se mnohonásobně zvýšil, protože viděl svůj cíl – nashromáždit peníze na cestu.
Za rok měl mladík dost peněz na uskutečnění svého snu. Domluvil se s jednou Karavanou, že se s nimi vydá do pouště. V oáze Al-Fajjúm se zamiloval do ženy pouště Fátimy. Už si myslel, že našel svůj poklad, tedy ženu, ale nakonec potkal Alchymistu a ten ho přesvědčil, že jeho poklad přece leží u Egyptských pyramid, nikoli v oáze. Tak se tedy tentokrát v doprovodu Alchymisty vydali k pyramidám. Cestu jim znepříjemňovala válka mezi kmeny pouště.
Nakonec dorazili do kláštera nedaleko pyramid. Zde se Alchymista se Santiagem rozloučil. Ještě mu dal na cestu kousek zlata a další kousek mu nechal u mnichů, kdyby ho potřeboval, až se bude vracet. Santiago nazítří vyrazil k pyramidám a jeho srdce k němu promluvilo: „Až se rozpláčeš, tak budeš na místě pokladu.“
Mladík začal kopat nedaleko pyramid. Už kopal dlouho a najednou k němu přišli dva muži a chtěli vědět, co dělá. Mysleli si, že něco schovává, proto Santiaga prohledali a našli u něj zlato, to mu sebrali. Pak ho tloukli a nakonec z něj vymlátili odpověď, že hledá poklad.
Lupiči se mu vysmáli a nechali ho jít. Ještě než odešel, tak ten větší z lupičů prohlásil: „Zrovna před dvěma roky se mi na tomto místě zdál dvakrát po sobě sen. Zdálo se mi, že mám jet do Španělska a vyhledat polo zbořený kostel, v němž uprostřed roste fíkovník a kde pastýři často přespávají. Ve snu se mi zdálo, že když pod fíkovníkem budu kopat, naleznu poklad. Nejsem takový blázen, abych putoval přes celou poušť jenom proto, že se mi zdál sen.“
Po těchto slovech Santiago pochopil, že nalezl poklad. Vrátil se do Španělska s posledním kusem zlata, které mu Alchymista nechal u mnicha, a našel poklad. Náhle na tváři ucítil závan větru a povídá: „Fátimo, ženo mého srdce, už jdu.“

## Česká vydání
- Alchymista, překlad Pavla Lidmilová, Jota, 1995
- Alchymista, překlad Pavla Lidmilová, Argo, 1998, 1999, 2005, 2007

## Vydání na CD
Román byl v češtině vydán i jako audiokniha na CD. V roce 2003 zkrácenou verzi načetl Marek Eben spolu s dalšími českými herci. V roce 2008 pak celou knihu načetl Lukáš Hlavica.